# Daca (divisão)
Daca (Dhaka) é uma das divisões do Bangladexe. Sua capital e maior cidade é Daca.
A divisão de Daca tem como fronteiras, a norte o estado indiano de Megalaia, a este as divisões de Sylhet e Chatigão, a sul as divisões de Barisal e Chatigão e a oeste as divisões de Rajshahi e Khulna. Os seus principais rios são: Arial Cã, Bramaputra, Buriganga, Dalexuari, Jamuná, Meguená e Pademá. 

## Distritos
A divisão administrativa de Dacca é composta por 17 distritos, denominados zilas:
1. Daca
2. Gazipur
3. Manikganj
4. Munshiganj
5. Narayanganj
6. Narshingdi
7. Faridpur
8. Gopalganj
9. Madaripur
10. Rajbari
11. Shariatpur
12. Jamalpur
13. Sherpur
14. Kishoreganj
15. Mymensingh
16. Netrokona
17. Tangail

A escrita do nome da cidade de Dacca na língua inglesa é "Dhaka".

## Demografia
- Homens: 52,15%, Mulheres: 47,85%
- Muçulmanos: 89,51%, hindus: 9,64%, cristãos: 0,5%, budistas: 0,03%, outras religiões: 0,32%

1. ↑  Porto Editora. «Daca». Vocabulário Ortográfico da Língua Portuguesa da Infopédia – Enciclopédia e Dicionários Porto Editora. Consultado em 1 de dezembro de 2012
2. ↑  Lusa, Agência de Notícias de Portugal. «Prontuário Lusa» (PDF). Consultado em 10 de outubro de 2012
3. ↑  Serviço das Publicações da União Europeia. «Anexo A5: Lista dos Estados, territórios e moedas». Código de Redacção Interinstitucional. Consultado em 1 de dezembro de 2012
4. ↑  Instituto Internacional da Língua Portuguesa. «Daca». Vocabulário Ortográfico Comum da Língua Portuguesa. Consultado em 28 de maio de 2017